# 成唯识论
《成唯识论》，中国唯识宗立宗的主要理论依据，以大乘佛教唯识宗创始人之一世亲的《唯识三十颂》为主线，由唐代著名高僧玄奘三藏法师以護法學說為主揉合印度十大论师的诠释编译而成，最能体现法相唯识学派的基本思想。

## 词义
“成唯识”由“成”和“唯实”构成。“成”的梵语即悉地成就。毘若底摩呾喇多爲唯识。

## 渊源传承
弥勒菩萨被看作唯识宗的鼻祖，唯识纲要由无著和世亲菩萨阐释、弘扬。为世亲《唯识三十颂》巨著作注释的十大论师中，护法对唯识理论的发挥最为完备，并由其弟子戒贤在当时最具影响的佛学中心那烂陀寺发扬光大。玄奘大师拜戒贤为师学习唯识理论，此后弘扬的主要是这一系的理论建构，并成为唐代唯识宗的创始人。玄奘的得意门生窥基弘扬唯识不遗余力，为很多经典作详细注疏，被称为“百疏之主”（玄奘之后世称慈恩大师）。经由圆测等诸多学僧的努力，唯识理论从唐朝传入朝鲜和日本。
后代佛学弟子对《成唯识论》的注释很多，其中最具权威者当推玄奘弟子窥基所撰的《成唯识论述记》。

## 唯识宗旨
《成唯识论》按照《唯识三十颂》的结构，围绕着成立唯识、证得唯识主题而展开，分破执、显理、释难、行果四个方面。本书的宗旨在于：
1. 破除常人的我法二执，使人证得人、法二空之理，从认识唯识真理继续修行直到成就佛果。
2. 破除大小乘学者执空执有不能冥契即有即空中道的偏见，使之切实契入心有境空的唯识中道。

## 五位百法
世亲菩萨将弥勒菩萨所归纳的宇宙存在六百六十要素进一步缩减为五位百法，这五位就是心法、心所法、色法、心不相应行法和无为法。其中心法被比喻为可作统帅的国王，它由过去常讲的六识（眼识、耳识、鼻识、舌识、身识、意识） 增加到开示密藏才使用的八识（加上末那识和阿赖耶识），而第八识又是储藏万法的种子库，它在主宰人的命运和生死轮回中起着举足轻重的作用。

## 八识三用
唯识宗认为，世间的一切事物皆由识所变，因此识是能变，分为三种：1，异熟；2，思量；3，了别境识。异熟是初能变，即阿赖耶识；思量是二能变，即末那识；了别境识是三能变，即前六识。在三能变中，阿赖耶识是“本识”，其余由阿赖耶识转生，所以被称为“转识”。

## 种子熏习
“种子论”也是唯识宗理论的重要组成部分。在阿赖耶识中含藏着产生心法和色法等现行的功能，这就是种子。种子有六个特性：1，刹那灭；2，果倶有；3，恒随转；4，性决定；5，待众缘；6，引自果。种子又称为习气，就是烦恼现行熏习的习惯势力，它分为三种：1，名言习气；2，我执习气；3，有支习气。种子熏习的“三法二重因果”具有极为重要的意义，三法即：1，能生的旧种子；2，种子熏成的现行；3，现行熏成的新种子。二重因果即：1，种子熏现行；2，现行熏种子。

## 四分理论
为了论证“万法唯识”的道理，唯识宗提出了“四分”理论：
1. 相分，事物的相状，即识所缘的对象；
2. 见分，即主观的能缘作用；
3. 自证分，相分和见分所依的主体；
4. 证自证分，证明存在自证分的性体。

## 三性无性
“三自性论”是唯识宗的另一个重要理论。三自性是：
1. 遍计所执自性，人们妄执五蕴、十二处和十八界以及宇宙万法都是实有，都有自性，并处处普遍执著这种假有；
2. 依他起自性，一切事物都是依因待缘和合而生的，是相有性空的假有；
3. 圆成实自性，彻底远离虚妄遍计所执自性，真正明瞭一切皆依他起自性，依他起上彼所妄執我法俱空。此空所顯識等真性，就是圆成实自性。

与三自性相对的还有“三无性”：
1. 相无性，一切事物、现象皆无自性；
2. 生无性，一切因缘和合而生的事物皆无自性；
3. 胜义无性，认识到人无我、法无我一切真空妙有之理，即圆成实的真如实性，亦即阿耨多罗三藐三菩提。正像佛在《金刚经》裡讲的，“实无有法，佛得阿耨多罗三藐三菩提”，“于是中无实无虚”。“胜义无性”也是一种言说、名相，这里也是出于言语表达的需要姑且说之，实际上是不可言说的。若用《金刚经》的表达方式，即所谓：“所言胜义，即非胜义，故名胜义”。

## 外部連結
- 成唯識論 By Dharmapāla, 玄奘 (金陵刻經處) 1896
- 唯識教學網 （页面存档备份，存于）
- 成唯識論
- The Treatise on the Establishment of the Doctrine of Consciousness-Only
- 窺基 : 成唯識論述記[永久]
- 羅時憲 : 成唯識論述記刪注 （页面存档备份，存于）
- Wei Tat (tr.) : Ch'eng wei-shih lun: The doctrine of mere-consciousness  （页面存档备份，存于）
- 韋達 : 成唯識論英譯  Wei Tat tr. : Cheng Wei-Shih Lun ( Doctrine of Mere-Consciousness)
- 羅時憲 : 唯識方隅 （页面存档备份，存于）
- 济群法师《成唯识论》概观